# Tetanolita inostenbalis
Tetanolita inostenbalis är en fjärilsart som beskrevs av Walker 1862. Tetanolita inostenbalis ingår i släktet Tetanolita och familjen nattflyn. Inga underarter finns listade i Catalogue of Life.